# Ахуново (Давлекановський район)
Аху́ново (рос. Ахуново, башк. Ахун) — присілок у складі Давлекановського району Башкортостану, Росія. Входить до складу Мікяшевської сільської ради.
Населення — 72 особи (2010; 52 в 2002).
Національний склад:
- башкири — 92 %